# شبه جزیره نوتو
شبه جزیره نوتو (انگلیسی: Noto Peninsula) (能登半島، Noto-hantō) شبه جزیره ای است که از ساحل استان ایشیکاوا در مرکز هونشو، جزیره اصلی ژاپن، به سمت شمال به دریای ژاپن امتداد دارد. صنایع اصلی این شبه جزیره کشاورزی، شیلات و گردشگری است.